# Grupo Paysafe
O Grupo Paysafe é um processador de pagamentos baseado na Ilha de Man e regulado no Reino Unido. É o provedor de Netbanx e Neteller, os pagamentos de dinheiro eletrónico e o serviço gratuito de transferência de dinheiro de pessoa, bem como os produtos de cartões prepagadas por comerciantes e consumidores em mais de 200 países.

## História
A companhia formou-se a partir da combinação de ambas empresas que foram fundadas em 1996. Em abril de 2004, arrecadou para perto de $ 70.000.000 em sua oferta pública inicial na Carteira de Londres. Em novembro de 2005, a empresa adquiriu Netbanx.
Em novembro de 2008, Neteller muda seu nome a Neovia Financial, que adquiriu Optimal Payments de Montreal.  A princípios de 2012, a aquisição revelou-se para ser uma tomada de controle inversa com a purga de uma série da alta gerencia junto com o presidente do conselho.
Em julho de 2014, Optimal Payment PLC expandiu seus interesses de Estados Unidos mediante compra-a de Meritus Payment Solutions, uma companhia de processamento de pagamentos baseada na Califórnia e Global Merchant Advisors, com sede nos Estados Unidos num acordo por valor a mais de $ 235.000, com pagamentos ótimos para adquirir soluções de pagamentos baseadas para acelerar a expansão no mercado de pagamentos.
Em março de 2015, revelou que adquiriria o fabricante da carteira eletrónica Skrill, por uma quota de ao redor de 1.100 milhões de euros.
A companhia transferiu-se ao mercado principal da Carteira de Londres em dezembro de 2015. O 25 de novembro de 2016, transfere-se ambos proprietários, restringiu o uso da MasterCard a países dentro da Zona Única de Pagamentos em Euros.

### Produtos e serviços
O serviço processa os pagamentos de cartões de crédito e débito não presentes e sem cartão para os varejistas norte-americanos, europeus e asiáticos através de suas lojas em linha, pedidos por correio eletrónico, telefone e canais telefónicos automatizados. O serviço oferece tanto o processamento direto como a aquisição de serviços comerciais. Proporciona-se através do modelo de serviço.